# Tierra Nueva, Santa María Tonameca
Tierra Nueva är en ort i Mexiko.   Den ligger i kommunen Santa María Tonameca och delstaten Oaxaca, i den sydöstra delen av landet, 500 km sydost om huvudstaden Mexico City. Tierra Nueva ligger 113 meter över havet och antalet invånare är 144.
Terrängen runt Tierra Nueva är huvudsakligen kuperad, men åt sydost är den platt. Runt Tierra Nueva är det ganska glesbefolkat, med 45 invånare per kvadratkilometer. Närmaste större samhälle är San Juanito o la Botija, 6,1 km söder om Tierra Nueva. Omgivningarna runt Tierra Nueva är en mosaik av jordbruksmark och naturlig växtlighet.